# Yilmar Filigrana
Yilmar Filigrana (Padilla, Cauca, Colombia, 8 de noviembre de 1990) es un futbolista colombiano. Juega como delantero y su equipo actual es Técnico Universitario de la Serie A de Ecuador. 

## Trayectoria

### Alianza Petrolera
Debuta en el club el 22 de febrero de 2011 en el empate aun gol con el Unión Magdalena en la Categoría Primera B de Colombia. El 15 de junio marca su primer gol en la derrota 3-1 con el Cúcuta Deportivo por la Copa Colombia. Cuatro días después le da el triunfo a su club por l mínima frente Patriotas Boyacá su primer gol en Liga. Completa cuatro goles marcados en seis partidos donde comienza a ser destacado en el club.
El 28 de marzo del 2012 marca el único gol del partido frente al Cúcuta Deportivo por Copa Colombia. Su último gol con el club lo marca en su último partido el q8 de noviembre por la Categoría Primera B en la derrota 4-3 con Universitario de Popayán.

### Deportes Quindío
El 1 de febrero de 2013 debuta en la Categoría Primera A en la derrota por la mínima frente a Deportivo Pasto. Su primer gol con el club lo marca el 29 de mayo por Copa Colombia en el empate a dos goles con el Deportes Tolima. Ese año descendería con el club quindiano a la Categoría Primera B de Colombia.
Ya para el 9 de febrero de 2014 marca el gol de la victoria contra Leones. El 5 de abril marca su primer doblete de su carrera ganando 3 a 1 sobre Universitario de Popayán. Vuelve y marca doblete el 19 de julio dándole la victoria a su club 2 a 0 contra el Deportivo Pereira, marcando cuatro goles en cuatro partidos jugados. Marca los dos goles de la victoria 2-0 sobre el Real Cartagena el 18 de agosto. Le da a su club la victoria por la mínima el 8 de septiembre en su visita al Deportivo Pereira, ocho días después vuelve y da la victoria 1-0 contra Atlético.

En el 2014 completa su mejor temporada marcando 15 goles en 46 partidos jugados con el club, siendo el goleador en la Categoría Primera B.
Vuelve a marcar un gol hasta el 14 de febrero de 2016 tras estar sin jugar casi todo el 2015, lo hace en la derrota 1-3 con Bogotá F. C.. Marca el gol de la victoria 3 a 2 el 22 de mayo contra Orsomarso.

El 3 de agosto marcar los dos goles de la victoria 2 a 1 sobre Santa Fe extendiendo hasta los penaltis en los octavos de final de la Copa Colombia 2016 donde caerían eliminados, además serían sus últimos dos goles con el club.

### Coritiba
El 25 de enero se confirmó como nuevo jugador del Coritiba del Campeonato Brasileño de Serie A. Debuta el 29 de enero en la derrota por la mínima en su visita al Cianorte jugando todo el partido en el Campeonato Paranaense. El 3 de julio marca su primer gol con el club dándole la victoria 2 a 1 como visitantes frente a Sao Paulo.

### Atlético Bucaramanga
El 30 de enero es confirmada la contratación del delantero por medio de las redes sociales de Atlético Bucaramanga de la Categoría Primera A. Debuta con gol el 18 de febrero en el empate a dos goles frente al Itagüí Leones.

## Clubes
| Club                  | País        | Año       |
| --------------------- | ----------- | --------- |
| Atlético Nacional     | Colombia    | 2009-2010 |
| Lara                  | Venezuela   | 2010-2011 |
| Alianza Petrolera     | Colombia    | 2011-2013 |
| Deportes Quindío      | Colombia    | 2013-2016 |
| Coritiba              | Brasil      | 2017      |
| Atlético Bucaramanga  | Colombia    | 2018      |
| Deportes Quindío      | Colombia    | 2019-2021 |
| Club Deportivo FAS    | El Salvador | 2022      |
| Cúcuta Deportivo      | Colombia    | 2023      |
| Técnico Universitario | Ecuador     | 2023-act. |

## Estadísticas
Actualizado al último partido disputado el 3 de diciembre de 2023.
| Club                            | Temporada           | Liga  | Liga  | Copa Nacional | Copa Nacional | Copa Internacional | Copa Internacional | Total | Total |
| Club                            | Temporada           | Part. | Goles | Part.         | Goles         | Part.              | Goles              | Part. | Goles |
| ------------------------------- | ------------------- | ----- | ----- | ------------- | ------------- | ------------------ | ------------------ | ----- | ----- |
| Alianza Petrolera · Colombia    | 2011                | 22    | 5     | 5             | 2             | -                  | -                  | 27    | 7     |
| Alianza Petrolera · Colombia    | 2012                | 24    | 3     | 7             | 2             | -                  | -                  | 31    | 5     |
| Alianza Petrolera · Colombia    | Total               | 46    | 8     | 12            | 4             | 0                  | 0                  | 58    | 12    |
| Deportes Quindío · Colombia     | 2013                | 12    | 0     | 6             | 1             | -                  | -                  | 18    | 1     |
| Deportes Quindío · Colombia     | 2014                | 34    | 13    | 12            | 2             | -                  | -                  | 46    | 15    |
| Deportes Quindío · Colombia     | 2015                | 6     | 0     | 2             | 0             | -                  | -                  | 8     | 0     |
| Deportes Quindío · Colombia     | 2016                | 29    | 3     | 5             | 2             | -                  | -                  | 34    | 5     |
| Deportes Quindío · Colombia     | Total               | 81    | 16    | 25            | 5             | 0                  | 0                  | 106   | 21    |
| Coritiba · Brasil               | 2017                | 14    | 1     | 1             | 0             | -                  | -                  | 15    | 1     |
| Coritiba · Brasil               | Total               | 14    | 1     | 1             | 0             | 0                  | 0                  | 15    | 1     |
| Atlético Bucaramanga · Colombia | 2018                | 7     | 2     | 0             | 0             | -                  | -                  | 7     | 2     |
| Atlético Bucaramanga · Colombia | Total               | 7     | 2     | 0             | 0             | 0                  | 0                  | 7     | 2     |
| Técnico Universitario · Ecuador | 2023                | 14    | 0     | 0             | 0             | -                  | -                  | 14    | 0     |
| Técnico Universitario · Ecuador | Total               | 14    | 0     | 0             | 0             | 0                  | 0                  | 14    | 0     |
| Total en su carrera             | Total en su carrera | 162   | 27    | 38            | 9             | 0                  | 0                  | 200   | 36    |

## Palmarés

### Campeonatos nacionales
| Título              | Club               | País        | Año    |
| ------------------- | ------------------ | ----------- | ------ |
| Categoría Primera B | Alianza Petrolera  | Colombia    | 2012   |
| Primera División    | Club Deportivo FAS | El Salvador | A-2022 |